# Hydraulcylinder

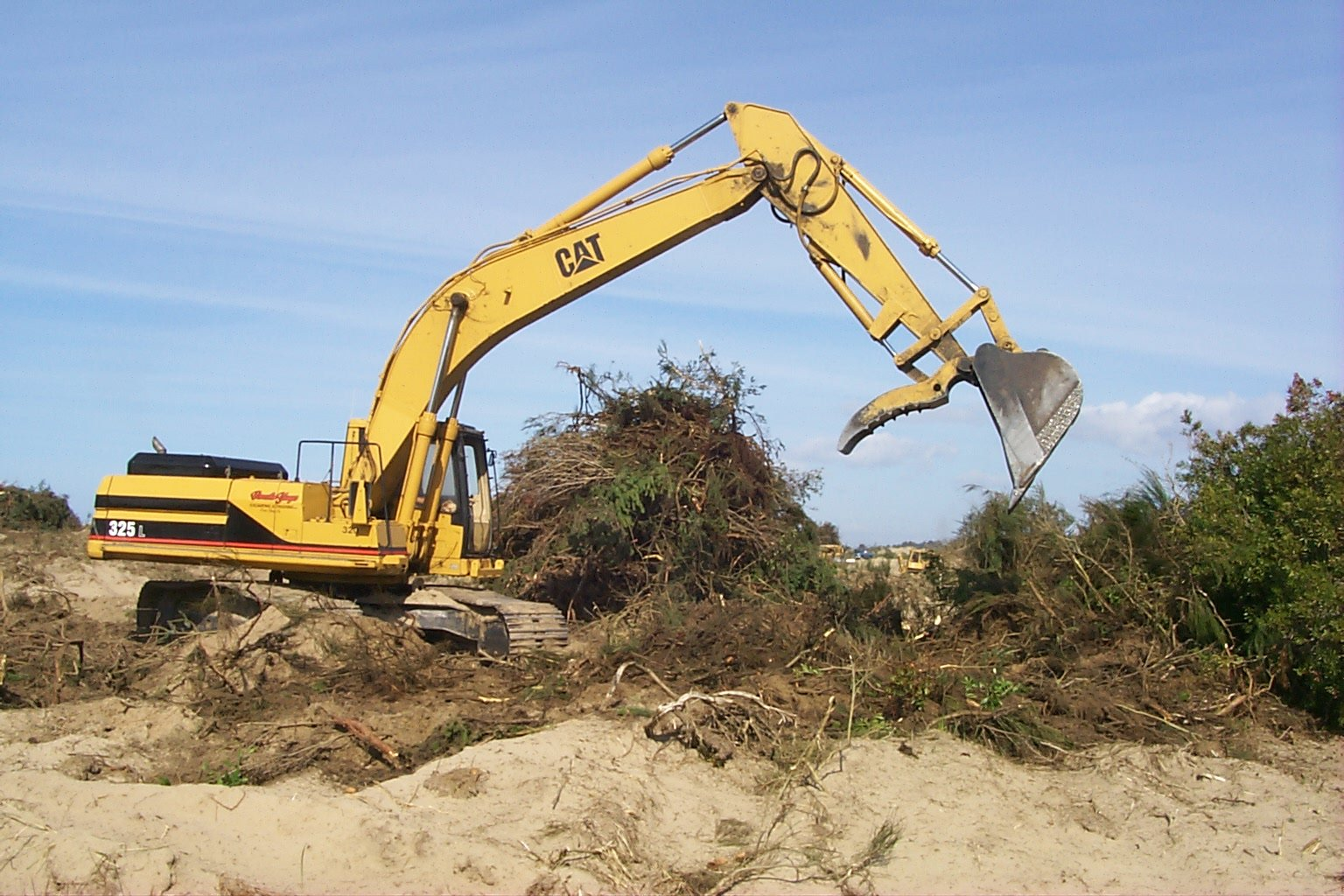
Hydraulcylindern på denna grävmaskinen kontrollerar maskinens länkage.

Hydraulcylinder, används för att omvandla hydrauliskt tryck till linjärt mekaniskt arbete. 
Det arbetande mediet är en vätskeformig fluid, oftast hydraulolja men kan även vara vanligt vatten.
Hydraulcylindern består av en cylinder, som i princip är ett rör, och en kolv med kolvstång, samt två cylindergavlar. Den ena cylindergaveln har ett hål i vilket kolvstången löper. I kolvstångens fria ände, samt i en eller båda cylindergavlarna, finns fästen för hydraulcylinderns montering. I cylindergavlarna eller cylinderröret finns dessutom anslutningar till ett hydrauliskt system.
Hydraulcylindrar har ofta inbyggda dämpare för att bromsa kolvens rörelse i ändlägena. Dämparna utgörs av strypningar som omvandlar fluidens rörelse till friktionsvärme.
Av stor vikt för hydraulcylinderns funktion är tätningarna mellan kolv och cylinder, samt mellan cylindergavel och kolvstång. Tätningarnas uppgift är att hålla tätt för läckage. Kolvstångstätning måste dock släppa förbi en liten mängd olja, så att en skyddande smörjfilm bildas på kolvstången.
Den kraft en hydraulcylinder kan utveckla beror av kolvarean och fluidens tryck. 
F = A * P

## Typer av cylindrar
Cylindern kallas dubbel- eller enkelverkande, beroende på om fluiden arbetar på båda sidor av kolven eller bara på den ena sidan.

### Dubbelverkande hydraulcylindrar
På en dubbelverkande cylinder låter man oljan arbeta på endera sida av kolven, beroende på i vilken riktning man vill att kolvstången skall röra sig. 
Eftersom kolvens area är mindre på den sida kolvstången sitter är en dubbelverkande cylinder starkare i sin utåtgående rörelse än i sin inåtgående.

### Enkelverkande hydraulcylindrar
En enkelverkande cylinder har bara anslutning för olja i ena änden. När kolven skall ge en skjutande kraft leds oljan in i cylinderns bakre del. Det finns dock en returledning i cylinderns i andra ände för att dränera den olja som läcker förbi kolvtätningen.
För en enkelverkande cylinder behövs alltid en kraft för att återföra kolven till ursprungsläget. Denna kraft kan vara tyngden från den last cylindern lyfter eller en i cylindern inbyggd returfjäder. Kombinationer av dessa förekommer.

### Teleskopiskt verkande hydraulcylindrar
Med en teleskopcylinder erhålls lång slaglängd samtidigt som cylindern har kort längd vid hopskjutet läge. 
En teleskopcylinder kan sägas vara uppbyggd av flera hydraulcylindrar placerade inuti varandra, på så sätt att en inre cylinder utgör kolvstång till en yttre.
Teleskopcylindrar används för skjutande kraft. De är vanligt förekommande på fordon med tippanordningar samt i många varu- och personhissar upp till c:a 5-6 våningar. 